# Nagy Sándor (tanár, 1831–1878)
Psenyeczki Nagy Sándor, Nagy Albert Sándor Jenő (Merény (Szepes megye), 1831. augusztus 25. (keresztelés) – Debrecen, 1878. április 22.) református főiskolai tanár.

## Élete
Nagy János ágostai evangélikus lelkész és Ilinyi Júlia fia. A rozsnyói, majd az eperjesi ágostai evangélikus főgimnáziumban tanult. 1848-49-ben honvéd volt és mint főhadnagyot a szabadságharc után besorozták a császári hadseregbe; majd államfogoly lett és öt és fél évig szenvedett Olmützben. Rabságából kiszabadulván, 1860. október 1-jén a debreceni református főiskolában választották rendkívüli tanárnak; 1872 augusztusától pedig ugyanott a francia és angol nyelv rendes tanáraként működött és már előbb egy miniszterileg engedélyezett tanintézet tulajdonosa volt. 1865-ben a bécsi népművelési iratokat terjesztő egylet megválasztotta tagjává. Fokonként alkalmazták több tanintézetben is, így a debreceni református akadémiai tanfolyamban, a gimnáziumban (1872-ben rendes tanárnak minősítték) a tanítóképzőben, városi reáliskolában és a kereskedelmi középiskolában. Értette a magyar, német, szláv, angol, francia, olasz nyelveket. S. S. J. Rotthwell angol nyelvtudóssal és tanárral Stuttgartban levelezésben állott. Neje Daróczi Eugénia volt.
Irodalmi munkálkodását a Biene c. ismeretterjesztő lapban kezdette, melynek több évig dolgozótársa volt; leginkább költeményeket írt bele. Első önálló munkája volt Ludwig politikai röpiratának magyarra fordítása, melyhez függelékül adta Vörösmarty Szózatának francia fordítását. (Ezt Szinnyei nem ismerte).

## Művei
- Franczia nyelvtan. Középtanodai használatra. Pest, 1863. (2. kiadás. Debreczen, 1867., 3. kiadás. Debreczen és Nyiregyháza, 1870.).
- Franczia Chrestomathia. Iskolai és magánoktatásra szótárral és jegyzetekkel. Pest, 1870.
- A franczia nyelv levélszerinti önoktatása Robertson T. tanmódja szerint. Pest, 1871-74. (XXXII levél, a II. részben 49 levél. Uj kiadás. Bpest, 1877.).
- Az angol nyelv levélszerinti önoktatása Robertson tanmódja szerint. Debreczen, 1871-1874. (Ism. Néptanítók Lapja 1871. 187. lap. Legújabb kiadás. Budapest, 1877.).
- Angol Chrestomathia (I. rész) iskolai és magánhasználatra. Budapest, 1874.